# Campionati italiani paralimpici assoluti di atletica leggera 2023
I campionati italiani paralimpici assoluti di atletica leggera 2023 si sono svolti presso lo stadio Daciano Colbachini di Padova, dal 17 al 18 maggio 2023.
Durante questa edizione dei campionati sono state siglate undici nuove migliori prestazioni italiane:
- 100 metri T20 maschili: 11"17, Raffaele Di Maggio
- 100 metri T33 maschili: 22"89, Nicolas Zani
- 100 metri T38 maschili: 13"42, Gian Marco Ballin
- 400 metri T47 maschili: 49"70, Riccardo Bagaini
- 5000 metri T38 maschili: 19'47"61, Andrea Verzelletti
- 5000 metri T64 maschili: 19'30"93, Pierluigi Maggio
- Salto in lungo T37 maschile: 4,01 m, Simone Caldarera
- Salto in lungo T64 femminile: 4,33 m, Giuliana Chiara Filippi
- Getto del peso F35 femminile: 5,97 m, Oxana Corso
- Lancio del disco F13 maschile: 21,02 m, Emanuele Pangher
- Lancio del giavellotto F33 maschile: 25,11 m, Giuseppe Campoccio

## Risultati

### Uomini

#### Corse
| Specialità | Categoria              | Oro                                                              | Prestazione | Argento                                                     | Prestazione            | Bronzo                                                      | Prestazione            |
| 100 m | T11 vento: -1,7 m/s    | Alessandro Cannata Gruppo Sportivo Non Vedenti Milano            | 12"42       | Riccardo Dalla Mana Atletica Riviera del Brenta             | 12"93                  | Gabriele Pirola Freemoving                                  | 13"45                  |
| 100 m | T12 vento: +0,3 m/s    | Niccolò Pirosu Gruppo Sportivo Fiamme Azzurre                    | 11"68       | Saliou Diane Omero Bergamo                                  | 12"10                  | Pietro Cicero Polisportiva Contesse                         | 12"35                  |
| 100 m | T13 vento: +0,3 m/s    | Diego Levato Freemoving                                          | 12"96       | Medaglie non assegnate                                      | Medaglie non assegnate | Medaglie non assegnate                                      | Medaglie non assegnate |
| 100 m | T20 vento: -0,3 m/s    | Raffaele Di Maggio Anthropos                                     | 11"17       | Federico Cabizza Polisportiva Luna e Sole                   | 11"75                  | Mario Alberto Bertolaso Gruppo Sportivo Fiamme Oro          | 11"91                  |
| 100 m | T33 vento: -0,5 m/s    | Nicolas Zani Gruppo Sportivo Sempione 82                         | 22"89       | Medaglie non assegnate                                      | Medaglie non assegnate | Medaglie non assegnate                                      | Medaglie non assegnate |
| 100 m | T35 vento: -2,1 m/s    | Andrea Terraneo Gruppo Sportivo Sempione 82                      | 18"27       | Medaglie non assegnate                                      | Medaglie non assegnate | Medaglie non assegnate                                      | Medaglie non assegnate |
| 100 m | T37 vento: -2,1 m/s    | Simone Caldarera Polisportiva Contesse                           | 15"01       | Riccardo Campus Sardegna Sport                              | 15"75                  | Cristian Bonaccina Handy Sport Ragusa                       | 16"59                  |
| 100 m | T38 vento: -0,8 m/s    | Gian Marco Ballin Atletica Riviera del Brenta                    | 13"42       | Dragos Pislaras ASD Francesco Francia                       | 13"83                  | Massimo Mele ASD Nemo Cosenza                               | 18"88                  |
| 100 m | T43 vento: -1,8 m/s    | Matteo Cappelletti Anthropos                                     | 13"57       | Medaglie non assegnate                                      | Medaglie non assegnate | Medaglie non assegnate                                      | Medaglie non assegnate |
| 100 m | T44 vento: -1,8 m/s    | Marco Cicchetti Gruppo Sportivo Fiamme Azzurre                   | 12"10       | Emanuele Di Marino Gruppo Sportivo Fiamme Azzurre           | 12"44                  | Medaglia non assegnata                                      | Medaglia non assegnata |
| 100 m | T45 vento: -0,5 m/s    | Renato Adamo Polisportiva Parco Sport                            | 15"07       | Medaglie non assegnate                                      | Medaglie non assegnate | Medaglie non assegnate                                      | Medaglie non assegnate |
| 100 m | T46-47 vento: -0,5 m/s | Samuele Gobbi (T47) Veneto Special Sport                         | 13"20       | Demetrio Battaglia (T46) Polisportiva Aspet                 | 14"57                  | Medaglia non assegnata                                      | Medaglia non assegnata |
| 100 m | T51 vento: -0,5 m/s    | Giuseppe Testa Olympia Athletic Team                             | 30"46       | Medaglie non assegnate                                      | Medaglie non assegnate | Medaglie non assegnate                                      | Medaglie non assegnate |
| 100 m | T53 vento: -0,5 m/s    | Andrei Chicioreanu Cambiaso Risso for Special                    | 19"03       | Medaglie non assegnate                                      | Medaglie non assegnate | Medaglie non assegnate                                      | Medaglie non assegnate |
| 100 m | T62 vento: -1,8 m/s    | Davide Morana Gruppo Sportivo Sempione 82                        | 12"15       | Medaglie non assegnate                                      | Medaglie non assegnate | Medaglie non assegnate                                      | Medaglie non assegnate |
| 100 m | T63 vento: -0,3 m/s    | Alessandro Ossola Gruppo Sportivo Fiamme Azzurre                 | 12"79       | Medaglie non assegnate                                      | Medaglie non assegnate | Medaglie non assegnate                                      | Medaglie non assegnate |
| 100 m | T64 vento: -0,3 m/s    | Maxcel Amo Manu Gruppo Sportivo Fiamme Azzurre                   | 10"99       | Simone Manigrasso Gruppo Sportivo Paralimpico Fiamme Gialle | 11"69                  | Fabio Bottazzini Polha Varese                               | 11"69                  |
| 100 m | L2 vento: -1,8 m/s     | Mihai Fiacchi Handy Sport Ragusa                                 | 12"13       | Medaglie non assegnate                                      | Medaglie non assegnate | Medaglie non assegnate                                      | Medaglie non assegnate |
| 200 m | T11 vento: -1,3 m/s    | Riccardo Dalla Mana Atletica Riviera del Brenta                  | 26"33       | Gabriele Pirola Freemoving                                  | 28"05                  | Luca Aronica Freemoving                                     | 31"22                  |
| 200 m | T12 vento: +0,3 m/s    | Niccolò Pirosu Gruppo Sportivo Fiamme Azzurre                    | 23"63       | Saliou Diane Omero Bergamo                                  | 24"42                  | Makhoudia Mbengue Omero Bergamo                             | 24"43                  |
| 200 m | T13 vento: +0,3 m/s    | Diego Levato Freemoving                                          | 27"17       | Medaglie non assegnate                                      | Medaglie non assegnate | Medaglie non assegnate                                      | Medaglie non assegnate |
| 200 m | T20 vento: -0,6 m/s    | Raffaele Di Maggio Anthropos                                     | 23"27       | Federico Cabizza Polisportiva Luna e Sole                   | 23"88                  | Mario Alberto Bertolaso Gruppo Sportivo Fiamme Oro          | 25"01                  |
| 200 m | T33 vento: -1,7 m/s    | Nicolas Zani Gruppo Sportivo Sempione 82                         | 41"30       | Medaglie non assegnate                                      | Medaglie non assegnate | Medaglie non assegnate                                      | Medaglie non assegnate |
| 200 m | T37 vento: -2,2 m/s    | Simone Caldarera Polisportiva Contesse                           | 30"70       | Riccardo Campus Sardegna Sport                              | 32"97                  | Cristian Bonaccina Handy Sport Ragusa                       | 35"43                  |
| 200 m | T38 vento: -2,2 m/s    | Gian Marco Ballin Atletica Riviera del Brenta                    | 27"64       | Jacopo Lacassia SAF Atletica Piemonte                       | 28"09                  | Dragos Pislaras ASD Francesco Francia                       | 28"62                  |
| 200 m | T43 vento: -0,8 m/s    | Matteo Cappelletti Anthropos                                     | 28"50       | Medaglie non assegnate                                      | Medaglie non assegnate | Medaglie non assegnate                                      | Medaglie non assegnate |
| 200 m | T44 vento: -0,8 m/s    | Emanuele Di Marino Gruppo Sportivo Fiamme Azzurre                | 25"14       | Medaglie non assegnate                                      | Medaglie non assegnate | Medaglie non assegnate                                      | Medaglie non assegnate |
| 200 m | T45 vento: -0,8 m/s    | Renato Adamo Polisportiva Parco Sport                            | 31"25       | Medaglie non assegnate                                      | Medaglie non assegnate | Medaglie non assegnate                                      | Medaglie non assegnate |
| 200 m | T46-47 vento: -0,8 m/s | Riccardo Bagaini (T47) Gruppo Sportivo Sempione 82               | 23"39       | Giovanni Mazzette (T47) Atletica L'Aquila                   | 26"93                  | Demetrio Battaglia (T46) Polisportiva Aspet                 | 30"74                  |
| 200 m | T51 vento: -1,7 m/s    | Giuseppe Testa Olympia Athletic Team                             | 1'16"33     | Medaglie non assegnate                                      | Medaglie non assegnate | Medaglie non assegnate                                      | Medaglie non assegnate |
| 200 m | T62 vento: -1,2 m/s    | Davide Morana Gruppo Sportivo Sempione 82                        | 24"42       | Medaglie non assegnate                                      | Medaglie non assegnate | Medaglie non assegnate                                      | Medaglie non assegnate |
| 200 m | T64 vento: -1,2 m/s    | Maxcel Amo Manu Gruppo Sportivo Fiamme Azzurre                   | 22"58       | Fabio Bottazzini Polha Varese                               | 23"69                  | Simone Manigrasso Gruppo Sportivo Paralimpico Fiamme Gialle | 24"02                  |
| 200 m | L2 vento: -0,8 m/s     | Mihai Fiacchi Handy Sport Ragusa                                 | 25"51       | Medaglie non assegnate                                      | Medaglie non assegnate | Medaglie non assegnate                                      | Medaglie non assegnate |
| 400 m | T11                    | Davide Foglio Icaro Onlus                                        | 1'16"60     | Medaglie non assegnate                                      | Medaglie non assegnate | Medaglie non assegnate                                      | Medaglie non assegnate |
| 400 m | T12                    | Makhoudia Mbengue Omero Bergamo                                  | 54"51       | Medaglie non assegnate                                      | Medaglie non assegnate | Medaglie non assegnate                                      | Medaglie non assegnate |
| 400 m | T20                    | Raffaele Di Maggio Anthropos                                     | 51"20       | Gianluca Scanu Polisportiva Luna e Sole                     | 59"93                  | Salvatore Aversa Polisportiva Aspet                         | 1'01"10                |
| 400 m | T33                    | Nicolas Zani Gruppo Sportivo Sempione 82                         | 1'21"56     | Medaglie non assegnate                                      | Medaglie non assegnate | Medaglie non assegnate                                      | Medaglie non assegnate |
| 400 m | T35                    | Andrea Terraneo Gruppo Sportivo Sempione 82                      | 1'23"15     | Medaglie non assegnate                                      | Medaglie non assegnate | Medaglie non assegnate                                      | Medaglie non assegnate |
| 400 m | T37                    | Riccardo Campus Sardegna Sport                                   | 1'13"46     | Cristian Bonaccina Handy Sport Ragusa                       | 1'29"88                | Medaglia non assegnata                                      | Medaglia non assegnata |
| 400 m | T38                    | Gian Marco Ballin Atletica Riviera del Brenta                    | 1'02"56     | Jacopo Lacassia SAF Atletica Piemonte                       | 1'03"12                | Medaglia non assegnata                                      | Medaglia non assegnata |
| 400 m | T45                    | Renato Adamo Polisportiva Parco Sport                            | 1'08"86     | Medaglie non assegnate                                      | Medaglie non assegnate | Medaglie non assegnate                                      | Medaglie non assegnate |
| 400 m | T36-47                 | Riccardo Bagaini (T47) Gruppo Sportivo Sempione 82               | 49"70       | Medaglie non assegnate                                      | Medaglie non assegnate | Medaglie non assegnate                                      | Medaglie non assegnate |
| 800 m | T11                    | Davide Foglio Icaro Onlus                                        | 2'54"83     | Medaglie non assegnate                                      | Medaglie non assegnate | Medaglie non assegnate                                      | Medaglie non assegnate |
| 800 m | T12                    | Paolo Perna Freemoving                                           | 2'31"67     | Medaglie non assegnate                                      | Medaglie non assegnate | Medaglie non assegnate                                      | Medaglie non assegnate |
| 800 m | T20                    | Orazio Maria Asta ASD Francesco Francia                          | 2'15"64     | Marco Alfieri Aspea Padova                                  | 2'22"44                | Marco Maselli Elite Academy Bari                            | 2'25"20                |
| 800 m | T37                    | Fabrizio Minerba Sardegna Sport                                  | 3'13"63     | Medaglie non assegnate                                      | Medaglie non assegnate | Medaglie non assegnate                                      | Medaglie non assegnate |
| 800 m | T38                    | Gian Marco Ballin Atletica Riviera del Brenta                    | 1'02"56     | Jacopo Lacassia SAF Atletica Piemonte                       | 1'03"12                | Medaglia non assegnata                                      | Medaglia non assegnata |
| 1500 m | T12                    | Antonio dei Nobili Real Eyes Sport                               | 5'03"91     | Cristiano Carnevale Veneto Special Sport                    | 5'05"40                | Medaglia non assegnata                                      | Medaglia non assegnata |
| 1500 m | T20                    | Emanuel Parodi Cambiaso Risso for Special                        | 4'24"58     | Orazio Maria Asta ASD Francesco Francia                     | 4'33"59                | Marco Alfieri Aspea Padova                                  | 4'50"48                |
| 1500 m | T46-47                 | Michele Ricciardi (T46) Gruppo Sportivo Paralimpico della Difesa | 4'47"85     | Medaglie non assegnate                                      | Medaglie non assegnate | Medaglie non assegnate                                      | Medaglie non assegnate |
| 1500 m | T54                    | Pier Alberto Buccoliero Cortina Energym                          | 4'02"93     | Ivan Territo ASD Trivium                                    | 4'57"39                | Medaglia non assegnata                                      | Medaglia non assegnata |
| 1500 m | T64                    | Pierluigi Maggio ASD Tre Casali                                  | 5'14"65     | Medaglie non assegnate                                      | Medaglie non assegnate | Medaglie non assegnate                                      | Medaglie non assegnate |
| 5000 m | T12                    | Moreno Da Soghe Gruppo Sportivo Alpini Vicenza                   | 19'39"39    | Cristiano Carnevale Veneto Special Sport                    | 20'05"19               | Medaglia non assegnata                                      | Medaglia non assegnata |
| 5000 m | T20                    | Emanuel Parodi Cambiaso Risso for Special                        | 16'27"05    | Nicolò Armani Cambiaso Risso for Special                    | 18'21"93               | Medaglia non assegnata                                      | Medaglia non assegnata |
| 5000 m | T38                    | Andrea Verzelletti Icaro Onlus                                   | 19'47"61    | Medaglie non assegnate                                      | Medaglie non assegnate | Medaglie non assegnate                                      | Medaglie non assegnate |
| 5000 m | T46                    | Michele Pasquazzo Atletica Valle di Cembra                       | 17'18"15    | Medaglie non assegnate                                      | Medaglie non assegnate | Medaglie non assegnate                                      | Medaglie non assegnate |
| 5000 m | T54                    | Pier Alberto Buccoliero Cortina Energym                          | 15'15"34    | Ivan Territo ASD Trivium                                    | 18'01"93               | Medaglia non assegnata                                      | Medaglia non assegnata |
| 5000 m | T64                    | Pierluigi Maggio ASD Tre Casali                                  | 19'30"93    | Medaglie non assegnate                                      | Medaglie non assegnate | Medaglie non assegnate                                      | Medaglie non assegnate |
| 10000 m | T46                    | Michele Pasquazzo Atletica Valle di Cembra                       | 36'06"28    | Medaglie non assegnate                                      | Medaglie non assegnate | Medaglie non assegnate                                      | Medaglie non assegnate |
| 10000 m | T54                    | Pier Alberto Buccoliero Cortina Energym                          | 29'45"33    | Ivan Territo ASD Trivium                                    | 35'45"15               | Medaglia non assegnata                                      | Medaglia non assegnata |
| record mondiale; record mondiale stagionale; record europeo; record europeo stagionale; record dei campionati; record nazionale; record personale; record personale stagionale. |                        |                                                                  |             |                                                             |                        |                                                             |                        |

#### Concorsi
| Specialità | Categoria | Oro                                                               | Prestazione            | Argento                                                       | Prestazione            | Bronzo                                                    | Prestazione            |
| Salto in alto | T46       | Umberto Marin Polisportiva Contesse                               | 1,30 m                 | Medagli non assegnate                                         | Medagli non assegnate  | Medagli non assegnate                                     | Medagli non assegnate  |
| Salto in lungo | T11-12    | Riccardo Dalla Mana (T11) Atletica Riviera del Brenta             | 4,73 m vento: +1,6 m/s | Pietro Cicero (T12) Polisportiva Contesse                     | 4,95 m vento: -0,3 m/s | Paolo Perna (T12) Freemoving                              | 4,74 m vento: +1,8 m/s |
| Salto in lungo | T20       | Gianluca Scanu Polisportiva Luna e Sole                           | 4,57 m vento: -0,9 m/s | Medaglie non assegnate                                        | Medaglie non assegnate | Medaglie non assegnate                                    | Medaglie non assegnate |
| Salto in lungo | T37       | Simone Caldarera Polisportiva Contesse                            | 4,01 m vento: -1,1 m/s | Medaglie non assegnate                                        | Medaglie non assegnate | Medaglie non assegnate                                    | Medaglie non assegnate |
| Salto in lungo | T43-44-64 | Marco Cicchetti (T44) Gruppo Sportivo Fiamme Azzurre              | 6,69 m vento: -0,6 m/s | Matteo Cappelletti (T43) Anthropos                            | 4,71 m vento: -0,6 m/s | Roberto La Barbera (T64) Gruppo Sportivo Pegaso           | 5,48 m vento: -1,3 m/s |
| Salto in lungo | T47       | Samuele Gobbi Veneto Special Sport                                | 5,24 m vento: -1,0 m/s | Medaglie non assegnate                                        | Medaglie non assegnate | Medaglie non assegnate                                    | Medaglie non assegnate |
| Salto triplo | T46       | Umberto Marin Polisportiva Contesse                               | 8,75 m vento: +1,5 m/s | Medaglie non assegnate                                        | Medaglie non assegnate | Medaglie non assegnate                                    | Medaglie non assegnate |
| Getto del peso | F11       | Giuseppe Bordignon Veneto Special Sport                           | 5,45 m                 | Roberto Tognin Veneto Special Sport                           | 5,17 m                 | Stefano Gori Gruppo Sportivo Sempione 82                  | 4,74 m                 |
| Getto del peso | F12-13    | Emanuele Pangher (F13) Polisportiva Aspet                         | 9,49 m                 | Matteo Chiarlone (F12) CUS Brescia                            | 7,29 m                 | Medaglia non assegnata                                    | Medaglia non assegnata |
| Getto del peso | F20       | Cristian Lella Polisportiva Luna e Sole                           | 9,75 m                 | Angelo Pellegrini Icaro Onlus                                 | 7,62 m                 | Stefano Morandi Gruppo Sportivo Sempione 82               | 6,63 m                 |
| Getto del peso | F32-33    | Giuseppe Campoccio (F33) Gruppo Sportivo Paralimpico della Difesa | 11,36 m                | Antonino Puglisi (F32) Handy Sport Ragusa                     | 6,49 m                 | Enrico Benes (F33) Anthropos                              | 4,70 m                 |
| Getto del peso | F34       | Carlo Calcagni Gruppo Sportivo Paralimpico della Difesa           | 8,18 m                 | Jonatha Riderelli Anthropos                                   | 5,04 m                 | Roberto Ragusa Veronica Polisportiva Aspet                | 4,30 m                 |
| Getto del peso | F35-36    | Nicky Russo (F35) Atletica Virtus Lucca                           | 12,54 m                | Fabio Staffolani (F36) Santo Stefano Sport                    | 6,72 m                 | Roberto Musiu (F36) Sardegna Sport                        | 3,69 m                 |
| Getto del peso | F37       | Giancarlo Fiore Handy Sport Ragusa                                | 7,62 m                 | Mario Ratti Polisprotiva Contesse                             | 6,92 m                 | Nunzio Susino Gela Sport                                  | 6,59 m                 |
| Getto del peso | F46       | Samuele Gobbi Veneto Special Sport                                | 8,71 m                 | Umberto Marin Polisportiva Contesse                           | 7,17 m                 | Mircea Iuras Olympia Athletic Team                        | 7,12 m                 |
| Getto del peso | F54-57    | Gianmatteo Punzurudu (F57) Cortina Energym                        | 8,87 m                 | Piero Suma (F57) Gruppo Sportivo Paralimpico della Difesa     | 8,19 m                 | Flavio Menardi (F54) Cortina Energym                      | 6,31 m                 |
| Getto del peso | F55       | Rigivan Ganeshamoorthy Anthropos                                  | 8,95 m                 | Gabriele Fella Anthropos                                      | 7,88 m                 | Manuel Michieletto Cortina Energym                        | 7,46 m                 |
| Lancio del disco | F11-12-13 | Emanuele Pangher (F13) Polisportiva Aspet                         | 21,02 m                | Matteo Chiarlone (F12) CUS Brescia                            | 21,37 m                | Giuseppe Bordignon (F11) Veneto Special Sport             | 14,42 m                |
| Lancio del disco | F20       | Cristian Lella Polisportiva Luna e Sole                           | 25,05 m                | Angelo Pellegrini Icaro Onlus                                 | 18,50 m                | Medaglia non assegnata                                    | Medaglia non assegnata |
| Lancio del disco | F32-33    | Giuseppe Campoccio (F33) Gruppo Sportivo Paralimpico della Difesa | 23,30 m                | Stefano Bertola (F32) Gruppo Sportivo Sempione 82             | 7,80 m                 | Antonino Puglisi (F32) Handy Sport Ragusa                 | 7,77 m                 |
| Lancio del disco | F34       | Carlo Calcagni Gruppo Sportivo Paralimpico della Difesa           | 21,62 m                | Jonatha Riderelli Anthropos                                   | 12,33 m                | Salvatore Carlino Polisportiva Milanese 1979              | 6,29 m                 |
| Lancio del disco | F35-36    | Nicky Russo (F35) Atletica Virtus Lucca                           | 29,94 m                | Fabio Staffolani (F36) Santo Stefano Sport                    | 19,56 m                | Roberto Musiu (F36) Sardegna Sport                        | 11,97 m                |
| Lancio del disco | F37       | Simone Giovarruscio Athletic Terni                                | 36,51 m                | Giancarlo Fiore Handy Sport Ragusa                            | 27,30 m                | Nunzio Susino Gela Sport                                  | 18,77 m                |
| Lancio del disco | F42-64    | Lorenzo Tonetto (F64) Società Sportiva Trionfo Ligure             | 46,63 m                | Denny Gomiero (F42) Veneto Special Sport                      | 9,13 m                 | Medaglia non assegnata                                    | Medaglia non assegnata |
| Lancio del disco | F46       | Giuseppe Mannino Polisportva Parco Sport                          | 22,73 m                | Giovanni Deva Handy Sport Ragusa                              | 19,04 m                | Medaglia non assegnata                                    | Medaglia non assegnata |
| Lancio del disco | F54-55    | Rigivan Ganeshamoorthy (F55) Anthropos                            | 25,73 m                | Bashar Madjid Mekkalaf (F55) Polha Varese                     | 24,20 m                | Giuseppe Mazzolani (F55) Santo Stefano Sport              | 18,96 m                |
| Lancio del disco | F57       | Gianmatteo Punzurudu Cortina Energym                              | 25,96 m                | Pietro Suma Gruppo Sportivo Paralimpico della Difesa          | 23,66 m                | Moreno Marchetti Gruppo Sportivo Paralimpico della Difesa | 22,76 m                |
| Lancio del giavellotto | F11-12-13 | Emanuele Pangher (F13) Polisportiva Aspet                         | 31,24 m                | Roberto Tognin (F11) Veneto Special Sport                     | 18,89 m                | Matteo Chiarlone (F12) CUS Brescia                        | 18,87 m                |
| Lancio del giavellotto | F20       | Stefano Morandi Gruppo Sportivo Sempione 82                       | 23,17 m                | Medaglie non assegnate                                        | Medaglie non assegnate | Medaglie non assegnate                                    | Medaglie non assegnate |
| Lancio del giavellotto | F33-34    | Giuseppe Campoccio (F33) Gruppo Sportivo Paralimpico della Difesa | 25,11 m                | Carlo Calcagni (F34) Gruppo Sportivo Paralimpico della Difesa | 16,85 m                | Enrico Benes (F33) Anthropos                              | 10,58 m                |
| Lancio del giavellotto | F37       | Giancarlo Fiore Handy Sport Ragusa                                | 19,97 m                | Mario Ratti Polisportiva Contesse                             | 15,02 m                | Medaglia non assegnata                                    | Medaglia non assegnata |
| Lancio del giavellotto | F42       | Denny Gomiero Veneto Special Sport                                | 13,76 m                | Medaglie non assegnate                                        | Medaglie non assegnate | Medaglie non assegnate                                    | Medaglie non assegnate |
| Lancio del giavellotto | F46       | Giovanni Mazzette Atletica L'Aquila                               | 22,84 m                | Giuseppe Mannino Polisportiva Parco Sport                     | 19,13 m                | Medaglia non assegnata                                    | Medaglia non assegnata |
| Lancio del giavellotto | F54-57    | Alessandro Straser (F54) ASD Francesco Francia                    | 20,62 m                | Flavio Medardi (F54) Cortina Energym                          | 16,36 m                | Piero Suma (F57) Gruppo Sportivo Paralimpico della Difesa | 19,04 m                |
| Lancio del giavellotto | F55       | Gabriele Fella Anthropos                                          | 20,23 m                | Rigivan Ganeshamoorthy Anthropos                              | 19,15 m                | René De Silvestro Cortina Energym                         | 19,04 m                |
| Lancio del giavellotto | L2        | Mihai Fiacchi Handy Sport Ragusa                                  | 34,54 m                | Medaglie non assegnate                                        | Medaglie non assegnate | Medaglie non assegnate                                    | Medaglie non assegnate |
| Lancio della clava | F32       | Antonino Puglisi Handy Sport Ragusa                               | 17,29 m                | Stefano Bertola Gruppo Sportivo Sempione 82                   | 11,61 m                | Medaglia non assegnata                                    | Medaglia non assegnata |
| record mondiale; record mondiale stagionale; record europeo; record europeo stagionale; record dei campionati; record nazionale; record personale; record personale stagionale. |           |                                                                   |                        |                                                               |                        |                                                           |                        |

### Donne

#### Corse
| Specialità | Categoria              | Oro                                                       | Prestazione | Argento                                        | Prestazione            | Bronzo                                          | Prestazione            |
| 100 m | T11 vento: -1,9 m/s    | Arjola Dedaj Gruppo Sportivo Non Vedenti Milano           | 13,52 m     | Alice Maule Gruppo Sportivo Alpini Vicenza     | 15,79 m                | Benedetta Lincetto Atletica Riviera del Brenta  | 16,77 m                |
| 100 m | T12 vento: -1,0 m/s    | Valentina Petrillo Omero Bergamo                          | 13"02       | Giorgia Fascetta Freemoving                    | 14"10                  | Chiara Verzolla Freemoving                      | 19"64                  |
| 100 m | T20 vento: -1,9 m/s    | Alice Peltz Polisportiva Sole e Luna                      | 16"60       | Elena Mazzetto Sorriso Riviera Onlus           | 17"09                  | Chiara Aronne Sorriso Riviera Onlus             | 17"78                  |
| 100 m | T35 vento: -0,1 m/s    | Mariavittoria Gregorelli Icaro Onlus                      | 22"18       | Medaglie non assegnate                         | Medaglie non assegnate | Medaglie non assegnate                          | Medaglie non assegnate |
| 100 m | T37 vento: -0,1 m/s    | Francesca Cipelli Veneto Special Sport                    | 16"70       | Medaglie non assegnate                         | Medaglie non assegnate | Medaglie non assegnate                          | Medaglie non assegnate |
| 100 m | T47 vento: -1,3 m/s    | Alessia Friscia Polisportiva Agatocle                     | 13"89       | Medaglie non assegnate                         | Medaglie non assegnate | Medaglie non assegnate                          | Medaglie non assegnate |
| 100 m | T63 vento: -1,3 m/s    | Martina Caironi Gruppo Sportivo Paralimpico Fiamme Gialle | 14"55       | Monica Contrafatto Gruppo Sportivo Sempione 82 | 14"96                  | Medaglia non assegnata                          | Medaglia non assegnata |
| 100 m | T64 vento: -1,3 m/s    | Giuliana Chiara Filippi Atletica Rotaliana                | 14"59       | Medaglie non assegnate                         | Medaglie non assegnate | Medaglie non assegnate                          | Medaglie non assegnate |
| 100 m | L2 vento: -1,3 m/s     | Eva Aspes Freemoving                                      | 17"54       | Medaglie non assegnate                         | Medaglie non assegnate | Medaglie non assegnate                          | Medaglie non assegnate |
| 200 m | T11 vento: +0,2 m/s    | Benedetta Lincetto Atletica Riviera del Brenta            | 36"82       | Rossana Zambon Atletica Riviera del Brenta     | 40"07                  | Medaglia non assegnata                          | Medaglia non assegnata |
| 200 m | T12 vento: -1,8 m/s    | Valentina Petrillo Omero Bergamo                          | 26"74       | Giorgia Fascetta Freemoving                    | 29"01                  | Anna Maria Mencoboni Anthropos                  | 32"43                  |
| 200 m | T20 vento: nw          | Marta Bidoia Atletica Riviera del Brenta                  | 30"88       | Chiara Statzu Sardegna Sport                   | 38"85                  | Medaglia non assegnata                          | Medaglia non assegnata |
| 200 m | T35 vento: +0,1 m/s    | Cristina Caironi Omero Bergamo                            | 49"85       | Mariavittoria Gregorelli Icaro Onlus           | 54"64                  | Medaglia non assegnata                          | Medaglia non assegnata |
| 200 m | T46-47 vento: +0,9 m/s | Alessia Friscia (T47) Polisportiva Agatocle               | 28"78       | Medaglie non assegnate                         | Medaglie non assegnate | Medaglie non assegnate                          | Medaglie non assegnate |
| 200 m | T63 vento: +0,9 m/s    | Ambra Sabatini Gruppo Sportivo Paralimpico Fiamme Gialle  | 31"23       | Medaglie non assegnate                         | Medaglie non assegnate | Medaglie non assegnate                          | Medaglie non assegnate |
| 200 m | T64 vento: +0,9 m/s    | Alina Simion Polha Varese                                 | 30"60       | Medaglie non assegnate                         | Medaglie non assegnate | Medaglie non assegnate                          | Medaglie non assegnate |
| 400 m | T12                    | Valentina Petrillo Omero Bergamo                          | 59"98       | Giorgia Fascetta Freemoving                    | 1'06"22                | Sara Cocciu Polisportiva Luna e Sole            | 1'32"60                |
| 400 m | T20                    | Marta Bidoia Atletica Riviera del Brenta                  | 1'08"35     | Laura Dotto Trevisatletica                     | 1'09"55                | Carlotta Roccotelli Atletica Riviera del Brenta | 1'10"35                |
| 800 m | T20                    | Carlotta Roccotelli Atletica Riviera del Brenta           | 2'40"34     | Laura Dotto Trevisatletica                     | 2'41"69                | Medaglia non assegnata                          | Medaglia non assegnata |
| 800 m | T35                    | Cristina Caironi Omero Bergamo                            | 3'49"76     | Medaglie non assegnate                         | Medaglie non assegnate | Medaglie non assegnate                          | Medaglie non assegnate |
| 1500 m | T12                    | Sara Cocciu Polisportiva Luna e Sole                      | 7'52"38     | Medaglie non assegnate                         | Medaglie non assegnate | Medaglie non assegnate                          | Medaglie non assegnate |
| record mondiale; record mondiale stagionale; record europeo; record europeo stagionale; record dei campionati; record nazionale; record personale; record personale stagionale. |                        |                                                           |             |                                                |                        |                                                 |                        |

#### Concorsi
| Specialità | Categoria | Oro                                                             | Prestazione            | Argento                                          | Prestazione            | Bronzo                                        | Prestazione            |
| Salto in alto | T12       | Anna Maria Mencoboni Anthropos                                  | 1,18 m                 | Medaglie non assegnate                           | Medaglie non assegnate | Medaglie non assegnate                        | Medaglie non assegnate |
| Salto in lungo | T11       | Arjola Dedaj Non Vedenti Milano                                 | 4,68 m vento: +1,5 m/s | Alice Maule Gruppo Sportivo Alpini Vicenza       | 3,55 m vento: -0,4 m/s | Benedetta Licetto Atletica Riviera del Brenta | 3,14 m vento: -0,8 m/s |
| Salto in lungo | T12       | Margherita Paciolla Omero Bergamo                               | 4,11 m vento: +0,9 m/s | Anna Maria Mencoboni Anthropos                   | 4,09 m +1,1 m/s        | Medaglia non assegnata                        | Medaglia non assegnata |
| Salto in lungo | T20       | Serena Bettin Trevisatletica                                    | 3,22 m +1,4 m/s        | Medaglie non assegnate                           | Medaglie non assegnate | Medaglie non assegnate                        | Medaglie non assegnate |
| Salto in lungo | T37       | Francesca Cipelli Veneto Special Sport                          | 3,83 m vento: +0,6 m/s | Medaglie non assegnate                           | Medaglie non assegnate | Medaglie non assegnate                        | Medaglie non assegnate |
| Salto in lungo | T47       | Alessia Friscia Polisportiva Agatocle                           | 4,45 m vento: +0,5 m/s | Medaglie non assegnate                           | Medaglie non assegnate | Medaglie non assegnate                        | Medaglie non assegnate |
| Salto in lungo | T63-64    | Martina Caironi (T63) Gruppo Sportivo Paralimpico Fiamme Gialle | 5,27 m vento: +2,2 m/s | Giuliana Chiara Filippi (T64) Atletica Rotaliana | 4,33 m vento: +1,2 m/s | Medaglia non assegnata                        | Medaglia non assegnata |
| Salto triplo | T20       | Serena Bettin Trevisatletica                                    | 6,56 m vento: +0,1 m/s | Medaglie non assegnate                           | Medaglie non assegnate | Medaglie non assegnate                        | Medaglie non assegnate |
| Getto del peso | F11-13    | Assunta Legnante (F11) Anthropos                                | 15,67 m                | Elena Favaretto (F11) Sport Atlante              | 5,93 m                 | Camilla Pezzotta (F13) Omero Bergamo          | 5,40 m                 |
| Getto del peso | F20       | Chiara Masia Polisportiva Luna e Sole                           | 8,68 m                 | Alice Peltz Polisportiva Luna e Sole             | 6,87 m                 | Rivana Tedde Polisportiva Luna e Sole         | 5,98 m                 |
| Getto del peso | F34       | Giuseppa Nicoletti Gela Sport                                   | 3,96 m                 | Maria Criscione Handy Sport Ragusa               | 3,05 m                 | Medaglia non assegnata                        | Medaglia non assegnata |
| Getto del peso | F35-37-38 | Oxana Corso (F35) Gruppo Sportivo Paralimpico Fiamme Gialle     | 5,97 m                 | Sonia D'Addabbo (F37) Keep Fit                   | 6,57 m                 | Maria Concetta Maganuco (F38) Gela Sport      | 4,76 m                 |
| Getto del peso | F40       | Maria Josè Giorio CUS Molise                                    | 3,78 m                 | Medaglie non assegnate                           | Medaglie non assegnate | Medaglie non assegnate                        | Medaglie non assegnate |
| Getto del peso | F54-57    | Aurora Noè (F54) Handy Sport Ragusa                             | 3,35 m                 | Francesca Cavalieri (F54) Handy Sport Ragusa     | 3,08 m                 | Maria Battaglia (F57) Handy Sport Ragusa      | 3,72 m                 |
| Getto del peso | F55       | Carmen Acunto Handy Sport Ragusa                                | 5,65 m                 | Maria Luisa Carnevale Gela Sport                 | 3,93 m                 | Valeria Meli Gela Sport                       | 3,91 m                 |
| Lancio del disco | F11-13    | Assunta Legnante (F11) Anthropos                                | 35,22 m                | Elena Favaretto (F11) Sport Atlante              | 19,54 m                | Zoe Madu (F13) Gruppo Sportivo Fiamme Azzurre | 18,39 m                |
| Lancio del disco | F20       | Chiara Masia Polisportiva Luna e Sole                           | 33,06 m                | Alice Peltz Polisportiva Luna e Sole             | 17,68 m                | Medaglia non assegnata                        | Medaglia non assegnata |
| Lancio del disco | F34       | Maria Criscione Handy Sport Ragusa                              | 6,84 m                 | Giuseppa Nicoletti Gela Sport                    | 6,47 m                 | Medaglia non assegnata                        | Medaglia non assegnata |
| Lancio del disco | F37-38    | Sonia D'Addabbo (F37) Keep Fit                                  | 14,95 m                | Letizia Baria (F37) Pistoiatletica 1983          | 14,52 m                | Agnieszka Ciesla (F37) Santo Stefano Sport    | 12,67 m                |
| Lancio del disco | F40       | Maria Josè Giorio CUS Molise                                    | 9,29 m                 | Medaglie non assegnate                           | Medaglie non assegnate | Medaglie non assegnate                        | Medaglie non assegnate |
| Lancio del disco | F54-55    | Carmen Acunto (F55) Handy Sport Ragusa                          | 13,65 m                | Aurora Noè (F54) Handy Sport Ragusa              | 8,16 m                 | Maria Luisa Carnevale (F55) Gela Sport        | 8,86 m                 |
| Lancio del giavellotto | F20       | Chiara Masia Polisportiva Luna e Sole                           | 21,72 m                | Rivana Tedde Polisportiva Sole e Luna            | 8,37 m                 | Medaglia non assegnata                        | Medaglia non assegnata |
| Lancio del giavellotto | F34       | Maria Criscione Handy Sport Ragusa                              | 6,16 m                 | Medaglie non assegnate                           | Medaglie non assegnate | Medaglie non assegnate                        | Medaglie non assegnate |
| Lancio del giavellotto | F37-38    | Letizia Baria (F37) Pistoiatletica 1983                         | 11,34 m                | Sonia D'Addabbo (F37) Keep Fit                   | 11,33 m                | Maria Concetta Maganuco (F38) Gela Sport      | 8,23 m                 |
| Lancio del giavellotto | F54-57    | Aurora Noè (F54) Handy Sport Ragusa                             | 7,50 m                 | Francesca Cavalieri (F54) Handy Sport Ragusa     | 6,14 m                 | Maria Battaglia (F57) Handy Sport Ragusa      | 7,75 m                 |
| Lancio del giavellotto | F55       | Carmen Acunto Handy Sport Ragusa                                | 10,63 m                | Valeria Meli Gela Sport                          | 7,41 m                 | Maria Luisa Carnevale Gela Sport              | 5,76 m                 |
| lancio della clava | F31       | Nunzia Pia De Francesco Olympia Athletic Team                   | 2,81 m                 | Medaglie non assegnate                           | Medaglie non assegnate | Medaglie non assegnate                        | Medaglie non assegnate |
| record mondiale; record mondiale stagionale; record europeo; record europeo stagionale; record dei campionati; record nazionale; record personale; record personale stagionale. |           |                                                                 |                        |                                                  |                        |                                               |                        |